# Atik
Atik (auch Al Atik, von arabisch العاتق, DMG al-ʿātiq ‚die Schulter‘) ist der Eigenname des Sterns ο Persei (Omikron Persei) im Sternbild Perseus.
Atik ist nach den im Dezember 2020 veröffentlichten Auswertungen der Parallaxen-Messungen der Raumsonde Gaia etwa 1080 Lichtjahre von der Erde entfernt. Zu einem ähnlichen Ergebnis kam die 2007 publizierte Neuauswertung der Messwerte vor Vorgängermission Hipparcos, der zufolge die Entfernung des Sterns circa 1120 Lichtjahre beträgt.
Bei Atik handelt es sich um einen spektroskopischen Doppelstern. Die hellere Komponente gehört der Spektralklasse B1 III an und besitzt eine scheinbare Helligkeit von +3,9m. Die zweite, schwächere Komponente hat die Spektralklasse B2 V und ist somit noch ein Hauptreihenstern. Die beiden Sterne umkreisen einander eng mit einer Umlaufperiode von lediglich 4.4 Tagen. Von der Erde aus gesehen befindet sich ein dritter, 6,7m heller Stern ganz in der Nähe dieses spektroskopischen Doppelsterns; am Firmament beträgt seine Winkeldistanz zur Hauptkomponente von Atik nur 1,1 Bogensekunden.

## Verwendung in der Popkultur
In der Zeichentrickserie Futurama ist Omicron Persei 8 die Heimatwelt der Omicronianer, einer Rasse riesenhafter Reptilien unter ihrem Herrscher, dem cholerischen Imperator Lrrr. Omikron Persei wurde gewählt, weil dieses System 1000 Lichtjahre von der Erde entfernt liegt, und damit quasi Radiosignale, wie Fernsehübertragungen, von der Erde 1000 Jahre brauchen würden, um es zu erreichen.